# 鱼登站
魚登站（：／ Eodeung yeok */?）是慶北線沿線的一座鐵路車站，位於韓國庆尚北道醴泉郡普門面篤陽里，目前列車不停靠。

## 歷史
- 1966年10月11日：以普通站開始營業[1]。
- 1994年1月11日：停止貨物處理。
- 1997年6月1日：降格為配置簡易站[2]。
- 2004年12月10日：降格為無配置簡易站[3]。
- 2007年6月1日：停止旅客營運。
- 2016年4月28日：醴泉站至魚登站之間移設，金泉起計由101.6公里改為101.4公里[4]。